# Waidbruck
Waidbruck ([vaɪ̯tˈbrʊk]; italienisch Ponte Gardena, ladinisch Pruca) ist eine im unteren Eisacktal gelegene italienische Gemeinde in Südtirol mit 219 Einwohnern (Stand 31. Dezember 2023).
Waidbruck ist nach Fläche die drittkleinste (nur Kuens und Kurtinig haben eine geringere Ausdehnung), nach Einwohnern die kleinste Gemeinde Südtirols.

## Geografie
Das kleine Dorfzentrum von Waidbruck befindet sich im unteren Eisacktal am schluchtartigen Ausgang des von Osten zulaufenden Grödner Tals. Es nimmt dabei auf 470 m Höhe den schmalen Talgrund unmittelbar am Mündungsbereich des Grödner Bachs in den Eisack ein. Diese beiden Flussläufe bilden die nördliche und westliche Gemeindegrenze. Ansonsten beschränkt sich das insgesamt nur 2,3 km² große Gemeindegebiet auf die größtenteils bewaldeten, steilen Hänge, die vom Ortszentrum jeweils auf der orographisch linken Seite den Grödner Bach talaufwärts und den Eisack talabwärts eine kurze Wegstrecke begleiten.

## Geschichte
In Waidbruck wurden römerzeitliche Kulturschichten und Siedlungsreste gefunden, die mit der aus antiken Quellen bekannten römischen Straßenstation Sublavio identifiziert werden. Es gibt Anzeichen, dass diese Siedlung auch im Frühmittelalter weiterhin bestand.

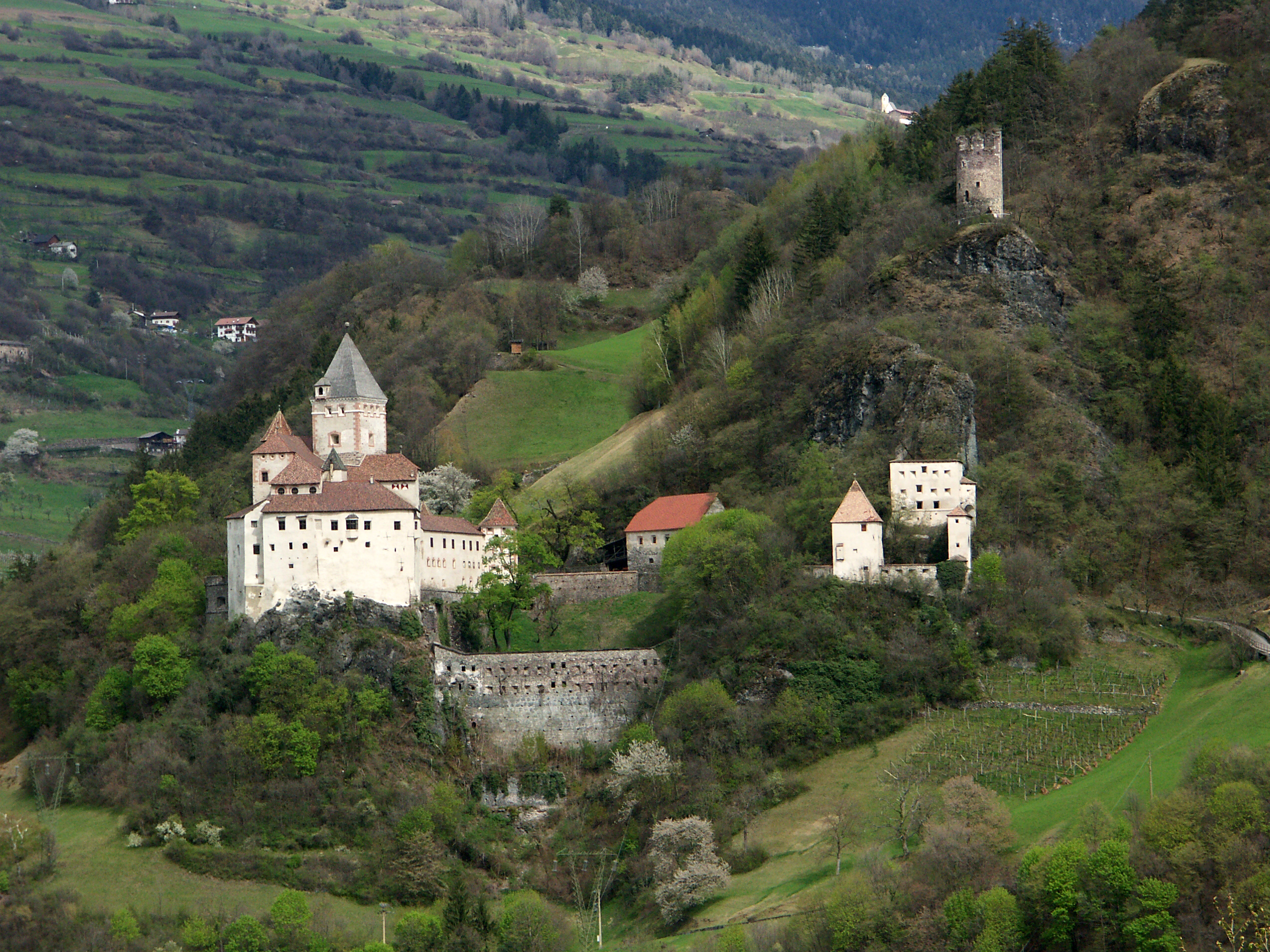
Die Trostburg

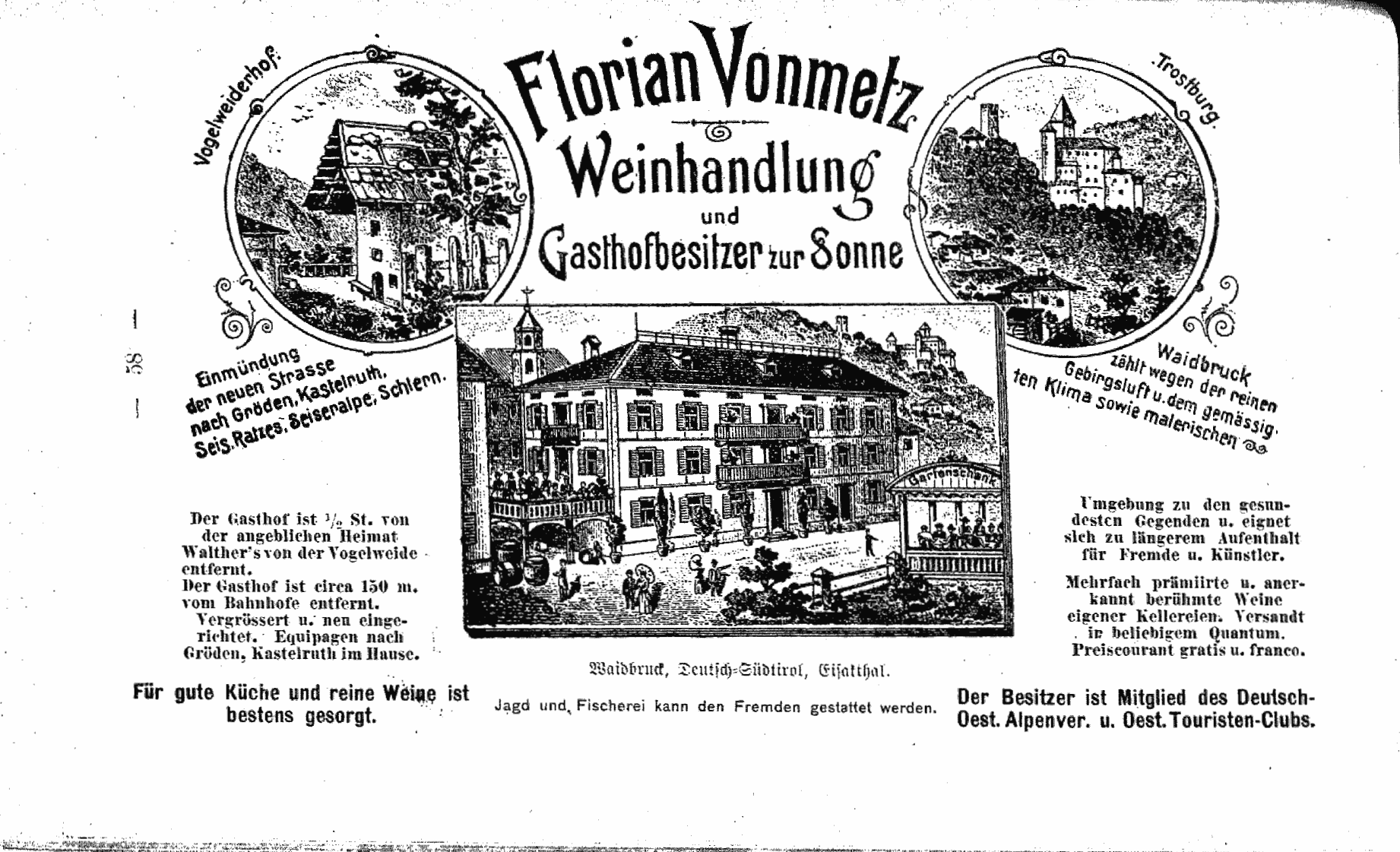
Der Gasthof zur Sonne im Jahr 1899

Um 1173 wurde die Trostburg oberhalb von Waidbruck errichtet. Sie diente wahrscheinlich der Absicherung des Brückenkopfes. Schon damals war Waidbruck ein Durchreiseort und Rastplatz für Reisende und Pilger. Die heutige Gemeinde war ursprünglich eine Malgrei der Marktgemeinde Kastelruth, und die Trostburg war der Sitz einer Seitenlinie der Herren von Villanders.
Aus dem Burgfrieden der Trostburg bzw. der damit verbundenen Höfegruppe erwuchs an der Brücke über den Eisack im 13. Jahrhundert die Brückensiedlung Waidbruck; sie ist 1264 als pons sive callis qui dicitur Waidepruk und 1288, im landesfürstlichen Urbar Graf Meinhards II., als hof ze Waidepruk bezeugt.
Waidbruck ist damit eine der wenigen Tiroler Verkehrssiedlungen, die nicht primär durch bäuerliche Strukturen entstanden ist. Dem Ortsnamen liegt nicht althochdeutsch wida (‚Weide‘), sondern weida (‚Nahrungserwerb‘) wie in Weidmann zugrunde, und er hat wohl mit der höfischen Sprache der Trostburg zu tun (etwa ‚Brücke zum Jagdrevier‘).
Im späteren Mittelalter wurde durch den Ausbau des die Eisackschlucht passierbar machenden Kuntersweges Waidbruck wirtschaftlich von Kollmann abgelöst, da der Weg um Waidbruck herumführte.
Am 4. November 1809 fand eine Schlacht zwischen Tiroler Freiheitskämpfern und französischen Soldaten unter der Führung des napoleonischen Generals Peyri im Umfeld der Starzer Brücke in Waidbruck statt. Die Franzosen verloren dabei an die 400 Mann, und die Brücke wurde danach von den Tirolern in Brand gesetzt und zerstört. Diese Schlacht ist auf einem Gemälde des Wiener Malers Balthasar Wiegand (im Zeughaus des Tiroler Landeskundlichen Museums) sehr dramatisch dargestellt.
Erst im 19. Jahrhundert gewann der Ort durch den Bau der Brennerbahn und der Grödner Straße an Bedeutung. Der Bahnhof Waidbruck wurde zum wichtigsten Warenumschlagplatz im unteren Eisacktal.
1938 errichtete die faschistische Regierung vor dem Montecatini-Kraftwerk gegenüber von Waidbruck ein überlebensgroßes Reiterstandbild mit römischer Grußhand und den Gesichtszügen Mussolinis sowie der Inschrift Al Genio del Fascismo (Dem Genie des Faschismus), die 1945 geändert wurde in Al Genio del lavoro italiano (Dem Genie der italienischen Arbeit). In der Nacht vom 30. zum 31. Januar 1961 sprengten Aktivisten des Befreiungsausschusses Südtirol das in Südtirol als Aluminium-Duce bezeichnete Monument bei einem Anschlag.

## Politik
Bürgermeister seit 1952:
- Alois Mayr: 1952–1974
- Alois Rabanser: 1974–1990
- Norbert Merler: 1990–2010
- Oswald Rabanser: 2010–2020
- Philipp Kerschbaumer: seit 2020

## Bevölkerung
Waidbruck ist gemäß den erhobenen Sprachgruppenzugehörigkeitserklärungen bzw. Sprachgruppenzuordnungserklärungen eine mehrheitlich deutschsprachige Gemeinde. Als Berechnungsgrundlage der folgenden Prozentwerte wurden die gültigen Erklärungen von Personen mit italienischer Staatsbürgerschaft herangezogen.
| Sprache     | 1981    | 1991    | 2001    | 2011    | 2024    |
| ----------- | ------- | ------- | ------- | ------- | ------- |
| Deutsch     | 84,69 % | 84,58 % | 90,68 % | 81,40 % | 78,21 % |
| Italienisch | 14,83 % | 14,93 % | 8,70 %  | 13,37 % | 17,31 % |
| Ladinisch   | 0,48 %  | 0,50 %  | 0,62 %  | 5,23 %  | 4,49 %  |

## Bildung
In der Gemeinde gibt es eine Grundschule für die deutsche Sprachgruppe.

## Verkehr
Für den Kraftverkehr ist Waidbruck in erster Linie über die SS 12 und die SS 242 zugänglich. Die SS 12 verläuft auf der orographisch rechten Seite des Eisack auf Barbianer Gemeindegebiet und ist mit dem Waidbrucker Ortszentrum über eine Brücke verbunden. Diese Brücke markiert gleichzeitig den Beginn der SS 242, die von Waidbruck aus Gröden erschließt. Zudem wird das Gemeindegebiet von der erhöht über dem Talboden erbauten A22 und der Brennerbahn durchquert. Letztere erreicht von Bozen kommend knapp südlich des Ortszentrums den Ausgang des Schlerntunnels und bietet wenige Meter nördlich des Dorfkerns am bereits in der Nachbargemeinde Lajen gelegenen Bahnhof Waidbruck-Lajen eine Zugangsstelle.

## Sehenswürdigkeiten

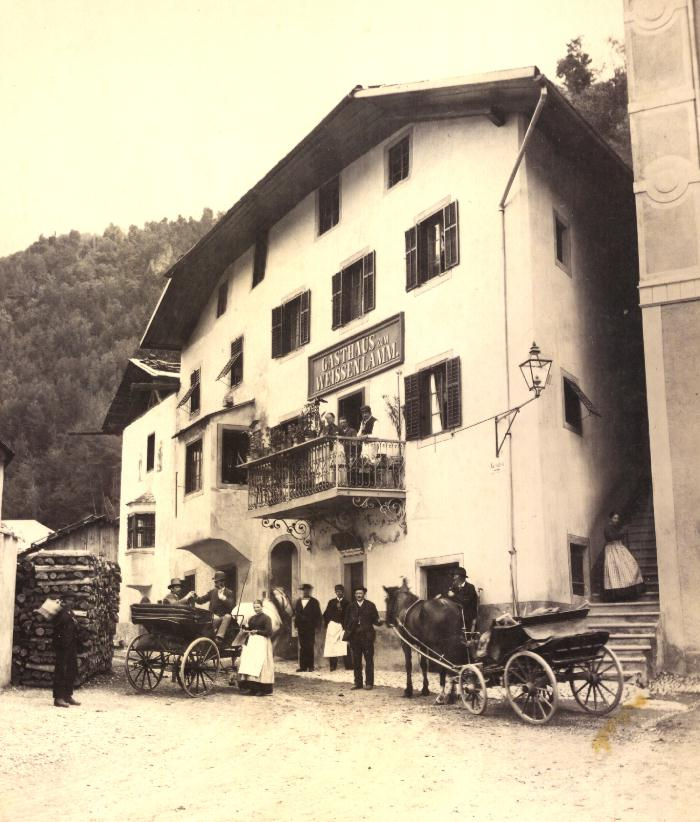
Dorfszene in Waidbruck um 1890
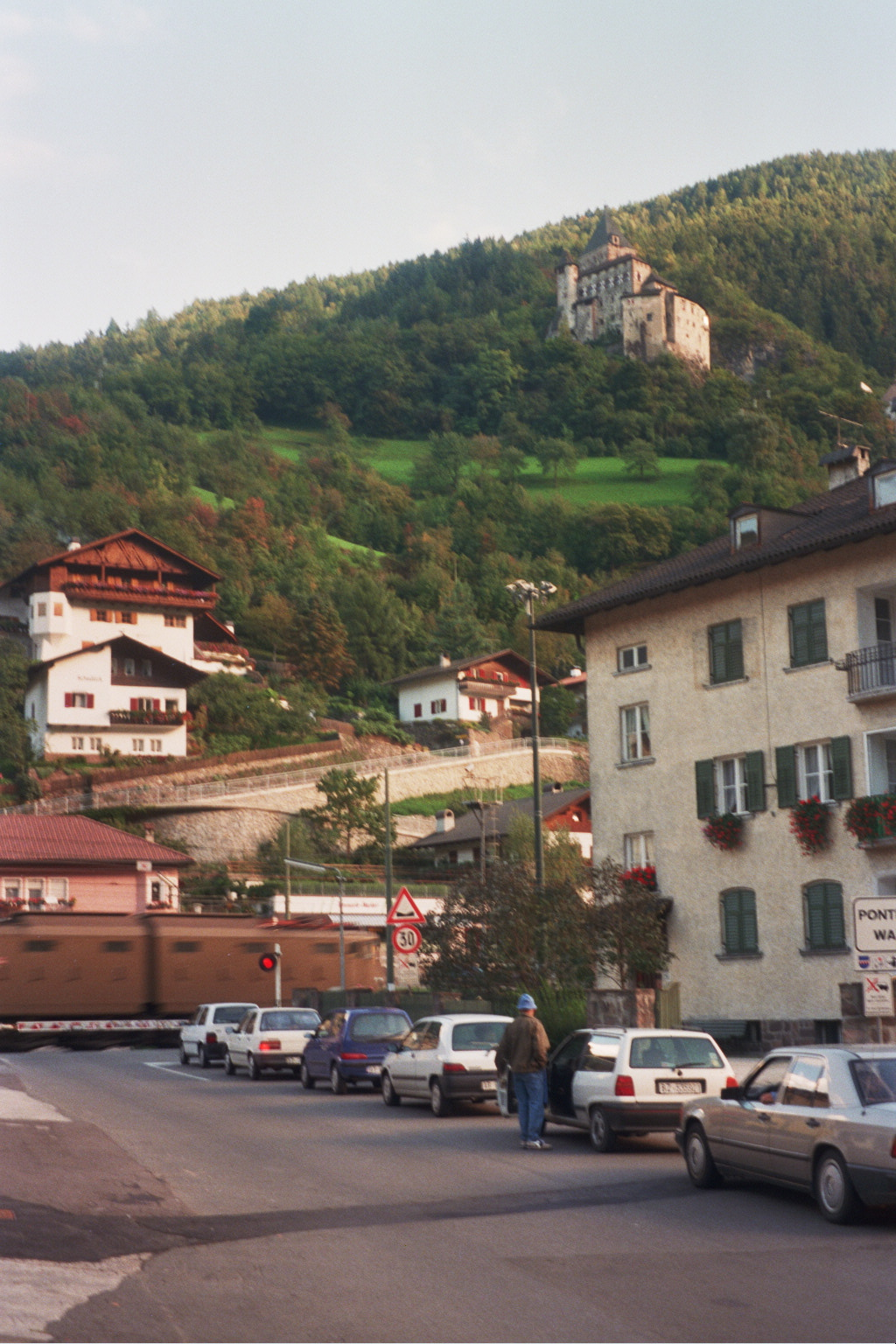
Ehemaliger Bahnübergang
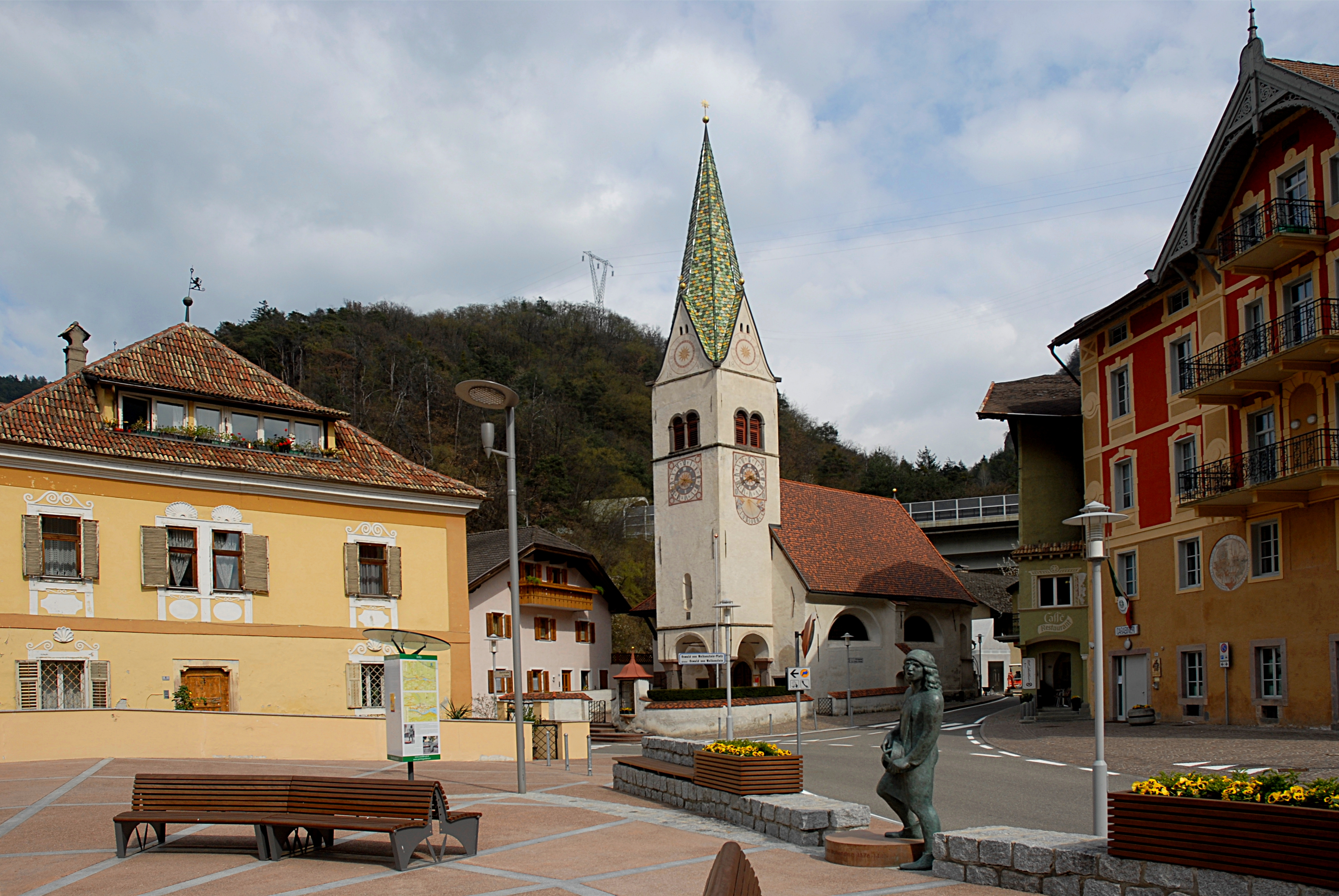
Oswald-von-Wolkenstein-Platz
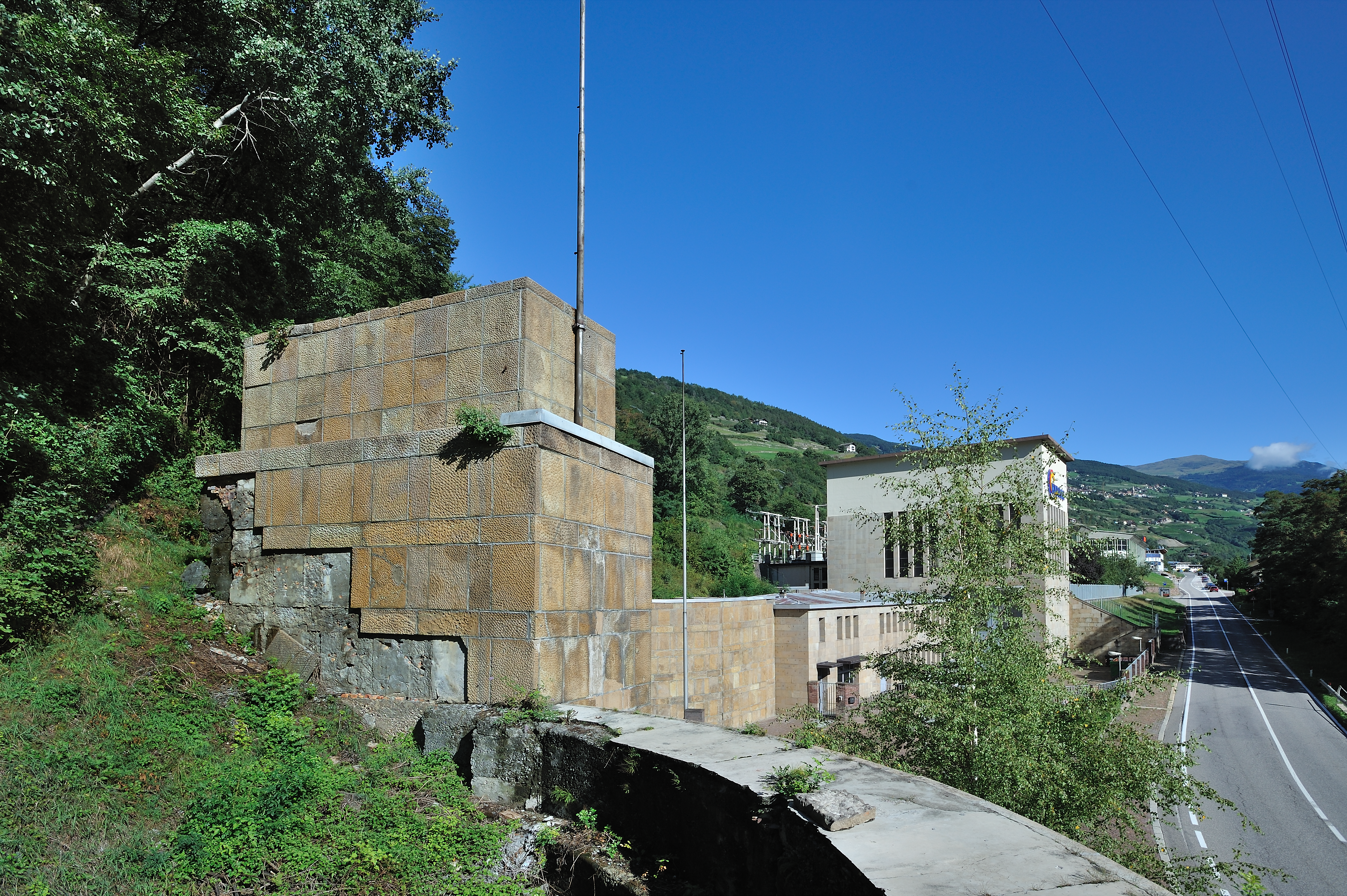
Leerer Sockel des ehemaligen faschistischen Reiterstandbildes
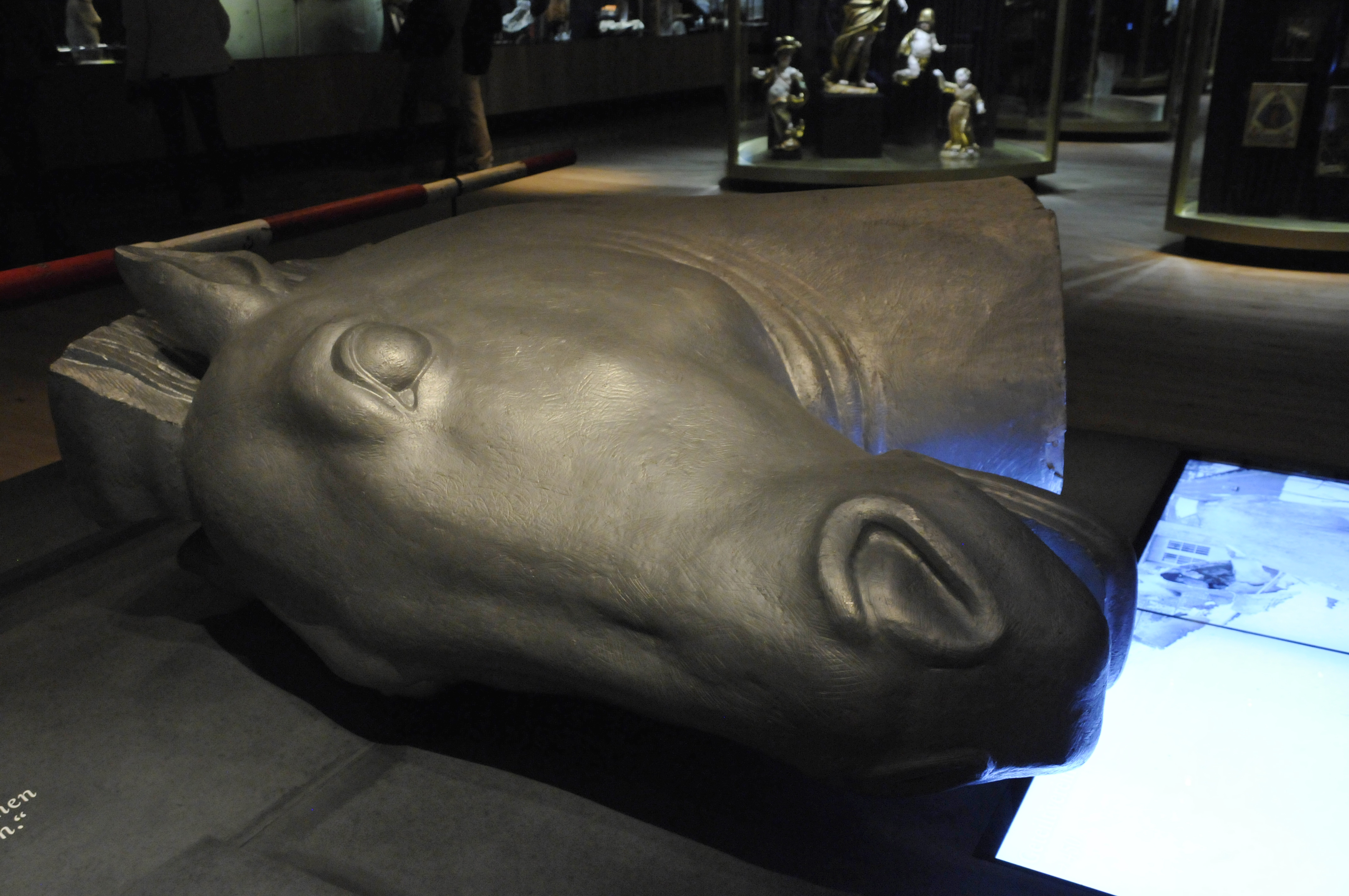
Pferdekopf des Reiterstandbildes im Museum Das Tirol Panorama in Innsbruck

## Söhne und Töchter der  Gemeinde
- Enrico Bacher (1940–2021), Eishockeyspieler